# Liste der Kulturdenkmale in Nauberg
In der Liste der Kulturdenkmale in Nauberg sind die Kulturdenkmale des Grimmaer Ortsteils Nauberg verzeichnet, die bis Juli 2024 vom Landesamt für Denkmalpflege Sachsen erfasst wurden (ohne archäologische Kulturdenkmale). Die Anmerkungen sind zu beachten.
Diese Aufzählung ist eine Teilmenge der Liste der Kulturdenkmale in Grimma.

## Nauberg
| Bild                                    | Bezeichnung                                                                     | Lage                           | Datierung                             | Beschreibung | ID       |
| --------------------------------------- | ------------------------------------------------------------------------------- | ------------------------------ | ------------------------------------- | --- | -------- |
| Direkt Bild zu diesem Denkmal hochladen | Zählstein                                                                       | Bischof-Benno-Ring (Karte)     | 13./15. Jahrhundert                   | Mittelalterlicher Stein zur Abnahme des Zehnten am Zahltag, von kulturhistorischer Bedeutung. Rechteckiger Stein (benutzt für Abgaben der Bauern an das Kloster Buch, vermutlich aus der Nauberger Kapelle stammend). | 08974566 |
| Direkt Bild zu diesem Denkmal hochladen | Häuslerhaus                                                                     | Bischof-Benno-Ring 11 (Karte)  | Bezeichnet mit 1823, später überformt | Obergeschoss ursprünglich Fachwerk, Giebel verbrettert, Segmentbogenportal, Zeugnis kleinbäuerlicher Bau- und Lebensweise des frühen 19. Jahrhunderts, sozialgeschichtlich von Bedeutung. Bezeichnet mit 1823 (Schlussstein), zweigeschossig, Erdgeschoss massiv, Obergeschoss ursprünglich Fachwerk, später massiv erneuert, Tür- und Fenstergewände in Porphyrtuff, Türgewände mit Schlussstein in Porphyrtuff, Fenstersohlbänke im Obergeschoss in Kunststein, Satteldach, Giebel verbrettert. | 08974565 |
| Direkt Bild zu diesem Denkmal hochladen | Scheune eines Dreiseithofes                                                     | Bischof-Benno-Ring 16 (Karte)  | 1. Hälfte 19. Jahrhundert             | Zeugnis bäuerlicher Wirtschaftsweise des 19. Jahrhunderts, Scheune in Fachwerkbauweise, baugeschichtlich von Bedeutung. - Scheune: eingeschossiger Fachwerkbau auf Bruchsteinsockel, Giebel massiv erneuert, Satteldach - Handschwengelpumpe mit Brunnenschacht, technisches Kleindenkmal, 2015 gestrichen | 08974567 |
| Direkt Bild zu diesem Denkmal hochladen | Seitengebäude eines Vierseithofes                                               | Bischof-Benno-Ring 17 (Karte)  | 1. Hälfte 19. Jahrhundert             | Zeugnis bäuerlicher Wirtschaftsweise in Fachwerkbauweise, baugeschichtlich von Bedeutung. Zweigeschossig, Erdgeschoss massiv, Türgewände vermutlich in Sandstein, Obergeschoss Fachwerk, Giebel verbrettert, Krüppelwalmdach. | 08974564 |
| Weitere Bilder                          | Turmholländer, mit Anbau und technischer Ausstattung (Nauberger Holländermühle) | Zschoppacher Straße 16 (Karte) | 1911                                  | Standort einer Windmühle bereits um kartographisch 1800 belegt, orts- und technikgeschichtlich von Bedeutung. Verputzter Massivbau, Haube, im Inneren: Kammrad, Antriebswelle, Steingalgen und Balkenwerk erhalten und 2001 zusammen mit den Segelgatterflügeln saniert. | 08974571 |
| Direkt Bild zu diesem Denkmal hochladen | Scheune, Seitengebäude, Hofpflaster und Toreinfahrt eines Vierseithofes         | Zur Schanze 10 (Karte)         | Mitte 19. Jahrhundert                 | Zeugnis der bäuerlichen Bau- und Lebensweise im 19. Jahrhundert in Fachwerkbauweise, stattliche Hofanlage, bau- und ortsgeschichtlich von Bedeutung. - Wohnstallhaus: zweigeschossiger, verputzter Massivbau, originale Putzgliederung, Fenstersohlbänke in Sandstein, Satteldach, (Türen erneuert) - Stall: zweigeschossig, Erdgeschoss, Giebel und Außenwand massiv (Bruchstein), ursprünglich verputzt, Obergeschoss zum Hof in Fachwerk, Holztraufe, Satteldach, Türgewände in Sandstein - Scheune: eingeschossig, zum Teil Erdkeller (diese massiv, verputzt), Fachwerkwände, Giebel und Außenwand massiv, Satteldach, Fenstersohlbänke im Giebel in Porphyrtuff | 08974563 |

## Tabellenlegende
- Bild: Bild des Kulturdenkmals, ggf. zusätzlich mit einem Link zu weiteren Fotos des Kulturdenkmals im Medienarchiv Wikimedia Commons. Wenn man auf das Kamerasymbol klickt, können Fotos zu Kulturdenkmalen aus dieser Liste hochgeladen werden:
- Bezeichnung: Denkmalgeschützte Objekte und ggf. Bauwerksname des Kulturdenkmals
- Lage: Straßenname und Hausnummer oder Flurstücknummer des Kulturdenkmals. Die Grundsortierung der Liste erfolgt nach dieser Adresse. Der Link (Karte) führt zu verschiedenen Kartendiensten mit der Position des Kulturdenkmals. Fehlt dieser Link, wurden die Koordinaten noch nicht eingetragen. Sind diese bekannt, können sie über ein Tool mit einer Kartenansicht einfach nachgetragen werden. In dieser Kartenansicht sind Kulturdenkmale ohne Koordinaten mit einem roten bzw. orangen Marker dargestellt und können durch Verschieben auf die richtige Position in der Karte mit Koordinaten versehen werden. Kulturdenkmale ohne Bild sind an einem blauen bzw. roten Marker erkennbar.
- Datierung: Baubeginn, Fertigstellung, Datum der Erstnennung oder grobe zeitliche Einordnung entsprechend des Eintrags in der sächsischen Denkmaldatenbank
- Beschreibung: Kurzcharakteristik des Kulturdenkmals entsprechend des Eintrags in der sächsischen Denkmaldatenbank, ggf. ergänzt durch die dort nur selten veröffentlichten Erfassungstexte oder zusätzliche Informationen
- ID: Vom Landesamt für Denkmalpflege Sachsen vergebene, das Kulturdenkmal eindeutig identifizierende Objekt-Nummer. Der Link führt zum PDF-Denkmaldokument des Landesamtes für Denkmalpflege Sachsen. Bei ehemaligen Kulturdenkmalen können die Objektnummern unbekannt sein und deshalb fehlen bzw. die Links von aus der Datenbank entfernten Objektnummern ins Leere führen. Ein ggf. vorhandenes Icon  führt zu den Angaben des Kulturdenkmals bei Wikidata.